# Stavhopp för herrar i friidrott vid olympiska sommarspelen 1976
Herrarnas stavhopp vid olympiska sommarspelen 1976 i Montréal avgjordes den 26 juli. 

## Medaljörer
| Gren     | Guld                      | Guld   | Silver                     | Silver | Brons               | Brons  |
| Stavhopp | Tadeusz Ślusarski · Polen | 5,50 m | Antti Kalliomäki · Finland | 5,50 m | David Roberts · USA | 5,50 m |

## Slutliga resultat
| Placering | Idrottare                | Höjd (m) |
| --------- | ------------------------ | -------- |
| 1         | Tadeusz Ślusarski (POL)  | 5,50 OR  |
| 2         | Antti Kalliomäki (FIN)   | 5,50 OR  |
| 3         | David Roberts (USA)      | 5,50 OR  |
| 4         | Patrick Abada (FRA)      | 5,45     |
| 5         | Wojciech Buciarski (POL) | 5,45     |
| 6         | Earl Bell (USA)          | 5,45     |
| 7         | Jean-Michel Bellot (FRA) | 5,40     |
| 8         | Itsuo Takanezawa (JPN)   | 5,40     |